# Nikorcminda
Nikorcminda (gruz. ნიკორწმინდა) – wieś w Gruzji w gminie Ambrolauri w regionie Racza-Leczchumi i Dolna Swanetia. W 2014 roku liczyła 498 mieszkańców. Znajduje się na wysokości 1041 m n.p.m. Jest znana z powodu wybudowanej w latach 1010-14 katedry w Nikorcmindzie.